# Eduard Imhof

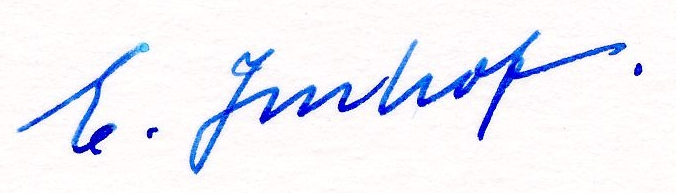
Podpis Eduarda Imhofa

Eduard Imhof (ur. 25 stycznia 1895 w Schiers, zm. 27 kwietnia 1986 w Erlenbach, Szwajcaria) – szwajcarski kartograf, alpinista, podróżnik, autor i redaktor atlasów szkolnych, twórca szwajcarskiej szkoły cieniowania map.
Jego ojciec był nauczycielem geografii w miejscowej szkole. W 1902 roku rodzina przeniosła się do Zurychu i tam Eduard Imhof kontynuował edukację. W latach 1914–1919 studiował geodezję na Politechnice Federalnej w Zurychu (Eidgenössische Technische Hochschule Zürich), gdzie następnie pracował w Instytucie Geodezji. Był założycielem Instytutu Kartografii, którym kierował od 1925 do 1965.
Jeszcze podczas studiów odbywał służbę wojskową jako porucznik artylerii strzegący szwajcarskiej granicy państwowej. Do służby wojskowej powrócił w latach 1939–1945, ostatecznie zdobywając stopień majora.
W latach 1932–1976 kierował wydawaniem kolejnych edycji Schweizerischer Mittelschulatlas – szwajcarskiego atlasu geograficznego dla szkół średnich oraz w latach 1934–1975 – atlasu dla szkół podstawowych Schweizerischer Sekundarschulatlas.
W 1930 uczestniczył wraz z Arnoldem Heimem und Paulem Nabholzem w wyprawie naukowej do Chin, podczas której prowadzili pomiary wysokości i położenia szczytu Minya Konka i spędzili kilka tygodni życia w tybetańskim klasztorze.
Był autorem bardzo precyzyjnie wykonanych modeli rzeźby alpejskich szczytów Bietschhorn (1939) i Gross Windgällen (1938).
W 1949 Eduard Imhof otrzymał doktorat honoris causa Uniwersytetu w Zurychu z filozofii. Od 1951 pracował w tureckiej państwowej służbie geodezyjnej (Harita Genel Müdürlügü).
W 1954 zdobył Ararat, a w 1958 został honorowym członkiem Szwajcarskiego Klubu Alpinistycznego (SAC).
Był pierwszym prezesem Międzynarodowej Asocjacji Kartograficznej.